# Okarec
Okarec (en allemand : Okaretz) est une commune du district de Třebíč, dans la région de Vysočina, en République tchèque. Sa population s'élevait à 106 habitants en 2024.

## Géographie
Okarec se trouve à 5 km à l'ouest du centre de Náměšť nad Oslavou, à 15 km à l'est de Třebíč, à 35 km au sud-est de Jihlava et à 155 km au sud-est de Prague.
La commune est limitée par Studenec à l'ouest et au nord, par Zahrádka et Ocmanice au nord, par Vícenice u Náměště nad Oslavou à l'est, et par Hartvíkovice et Třesov au sud.

## Histoire
La première mention écrite de la localité date de 1104.

## Transports
Par la route, Okarec se trouve à 6 km de Náměšť nad Oslavou, à 16,5 km de Třebíč, à 49 km de Jihlava et à 181 km de Prague.